# قشلاق زینال علیا
قشلاق زینال علیا یک روستا در ایران است که در دهستان قشلاق جنوبی واقع شده‌است. قشلاق زینال علیا ۲۷ نفر جمعیت دارد.